# Espérance Sportive de Zarzis
Espérance Sportive de Zarzis (arabisch الترجي الرياضي الجرجيسي, DMG at-taraǧī ar-riyāḍī al-ǧarǧīsī) ist ein Sportverein aus Zarzis im Süden Tunesiens. Der Verein wurde 1934 gegründet. Die Vereinsfarben sind Rot, Gelb und Weiß.

## Erfolge
- Tunesischer Pokalsieger 2005
- Meister der zweiten Liga 2009

## Statistik in den CAF-Wettbewerben
| Wettbewerb                 | Runde    | Gegner              | Hinspiel | Rückspiel |  |
| -------------------------- | -------- | ------------------- | -------- | --------- |  |
|                            |          |                     |          |           |  |
| CAF Confederation Cup 2006 | Vorrunde | US Ouagadougou      | 2:0 (H)  | 0:0 (A)   |  |
|                            | 1. Runde | Olympique Khouribga | 1:0 (H)  | 0:6 (A)   |  |